# Академическая гребля на летних Паралимпийских играх 2008 — одиночки (мужчины)
Соревнования по академической гребле среди мужчин прошли с 9 по 11 сентября 2008 года. Участвовало 12 спортсменов из 12 стран.. Победителем стал гребец из Великобритании Том Аггар.

## Соревнование

### Предварительный этап
Победители двух заездов напрямую проходят в финал соревнований. Все остальные спортсменч попадают в утешительные заезды, где будут разыграны ещё четыре места в финале.

#### Заезд 1
9 сентября
| Место | Спортсмен          | Время     |
| ----- | ------------------ | --------- |
| 1     | Александр Петренко | 5:17.36 Q |
| 2     | Тань Етэн          | 5:33.06   |
| 3     | Симоне Мирамонти   | 5:44.14   |
| 4     | Рональд Харвей     | 5:47.55   |
| 5     | Тибор Сереньи      | 5:49.69   |
| 6     | Стив Даниэль       | 6:11.64   |